# Raoul Urbain
Pour les articles homonymes, voir Urbain.
Raoul Urbain, né le 22 septembre 1837 à Condé-sur-Noireau et mort le 4 mars 1902 à Paris XIIe, est une personnalité de la Commune de Paris.

## Biographie

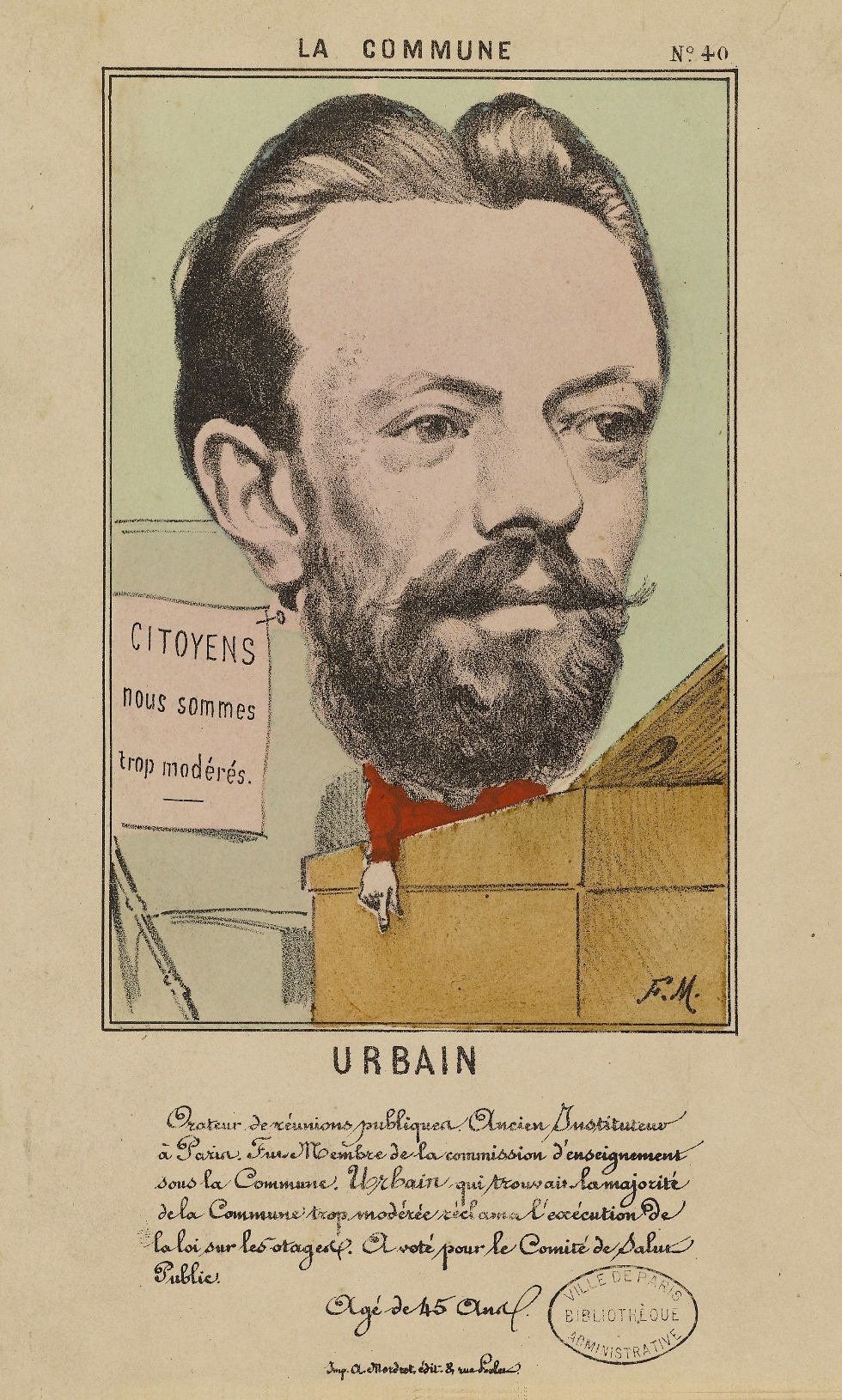
Raoul Urbain, lithographie d’Hippolite Mailly, 1871.

Fils d'instituteur, provisoirement cheminot et instituteur lui-même, il enseigne d'abord dans le village de Moult, près de Caen, puis à l'École primaire démocratique de la rue de Verneuil à Paris.
Pendant le siège de Paris par les Allemands de septembre 1870 à mars 1871, il s'enrôle dans la Garde nationale et milite au club du Pré-au-Clerc. Il fait partie du Comité central républicain des Vingt arrondissements. Durant le soulèvement du 18 mars 1871, il occupe la mairie du VIIe arrondissement. Le 26 mars 1871, il est élu au Conseil de la Commune par le VIIe arrondissement ; il siège à la commission de l'Enseignement, puis à celle des Relations extérieures et à celle de la Guerre. Il vote pour la création du Comité de Salut public. Il se montre partisan résolu de l'exécution des otages. Après la Semaine sanglante, il est arrêté et condamné aux travaux forcés à perpétuité par le conseil de Guerre.
Déporté au bagne de Nouvelle-Calédonie, il revient à Paris après l'amnistie de 1880, et s'occupe du mouvement coopératif. À sa mort, il travaillait comme employé à la Préfecture de la Seine. Il repose au cimetière du Père-Lachaise (90e division).

### Notices biographiques
- Jules Clère, Les hommes de la Commune : Biographie complète de tous ses membres, Paris, Libraire-éditeur É. Dentu, 1871, xiv-195, 1 vol. in-18 (OCLC 457798492, lire en ligne sur Gallica), p. 163-164
  - Jules Clère, Les hommes de la Commune : Biographie complète de tous ses membres, Paris, Libraire-éditeur É. Dentu, 1871, 4e éd. (1re éd. 1871), vi-215, 1 vol. in-18 (lire en ligne sur Gallica), p. 180-182
- Paul Delion, Les membres de la Commune et du Comité central, Paris, A. Lemerre éditeur, août 1871, 446 p. (lire en ligne sur Gallica), p. 209-211
- Bernard Noël, Dictionnaire de la Commune, Coaraze, L'Amourier éditions, coll. « Bio », avril 2021 (1re éd. 1971), 722 p. (ISBN 978-2-36418-060-4, ISSN 2259-6976, présentation en ligne), p. 765
- « Notice Urbain Raoul », sur maitron.fr, Le Maitron, dictionnaire bibliographique du mouvement ouvrier et du mouvement social, Association Les Amis du Maitron (consulté le 17 août 2021)